# Sante Rufina e Seconda

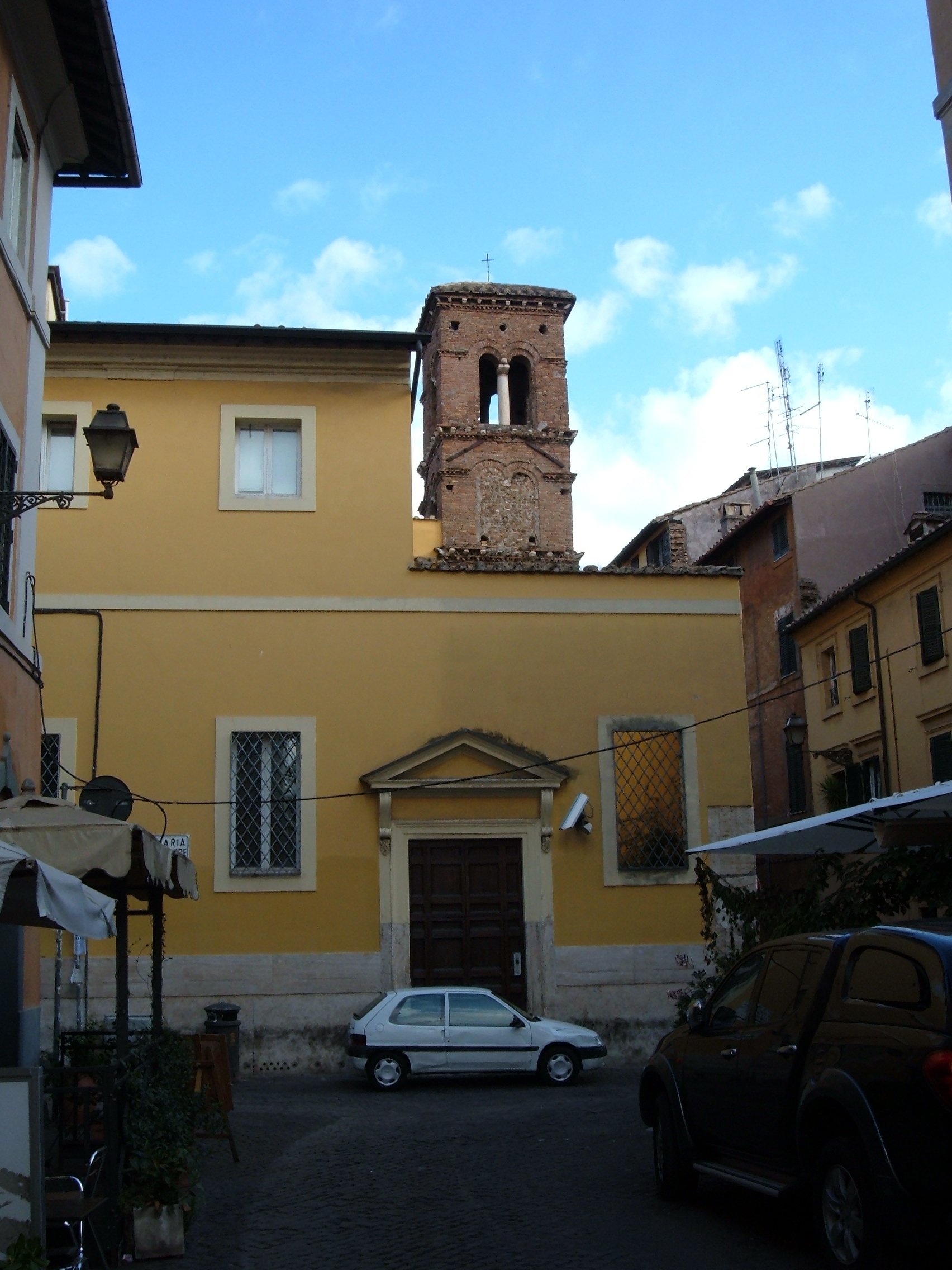
Fassade des Portals zum Innenhof mit dem Campanile zur Via della Lungaretta

Sante Rufina e Seconda ist eine Kirche in Rom. Die spätestens mittelalterliche – möglicherweise noch deutlich ältere – Kirche steht auf antiken Gebäuderesten und ist heute Klosterkirche der Suore di Carità dell’Immacolata Concezione d’Ivrea.

## Lage und Namensgebung
Die Kirche und das benachbarte Kloster liegen im XIII. römischen Rione Trastevere mit der Südseite zur Via della Lungaretta, etwa 100 Meter nordwestlich von San Crisogono. Das Patrozinium hat sie von zwei Märtyrerinnen, den Heiligen Rufina und Secunda, die etwa um 260, wohl unter Verantwortung des Gaius Iunius Donatus, das Martyrium erlitten. Die Reliquien der Heiligen befanden sich nie in der Kirche, sie wurden zunächst in einer über der Hinrichtungsstätte errichteten Grabkirche aufbewahrt und unter Papst Anastasius IV. in das Baptisterium der Lateranbasilika überführt.

## Geschichte und Baugeschichte
Das Alter der Kirche ist letztlich nicht ganz geklärt. Der Überlieferung nach sollen die erhaltenen und zweifelsfrei aus dem 2. Jahrhundert stammenden fünf Räume unter der Kirche Reste des Hauses der hll. Rufina und Secunda sein. Sie erlitten das Martyrium allerdings außerhalb der Stadt, der Hinrichtungsort dürfte etwa im heutigen Boccea gelegen haben. Möglicherweise ist die Kirche karolingisch. Sicher stand der Bau vor der erstmaligen urkundlichen Erwähnung am 7. Juni 1123 in einer Urkunde Papst Calixt II.; sie wurde als Filialkirche von Santa Maria in Trastevere genannt. Vom Kapitel von Santa Maria in Trastevere wurde eine Übergabe der Kirche an die Ordensgemeinschaft der Mercedarier 1569 veranlasst. Nur zwanzig Jahre später verließen diese die Kirche wieder, sie war dann für kurze Zeit Pfarrkirche. Etwa 1600 ließen sich Ursulinen in nächster Nähe nieder, sie kauften die Kirche vom Kapitel Santa Maria in Trastevere 1602 und ließen sie renovieren. Ab 1611 begann der Bau des Klosters, zeitgleich bestätigte Papst Paul V. den Kauf. Aus dem Jahr 1628 ist überliefert, dass zwei Töchter Gianlorenzo Berninis, Celeste und Angela, dem Konvent angehörten. Das Kloster wurde in der ersten Hälfte des 18. Jahrhunderts nochmals nach Norden erweitert. Aufgrund des verzogenen Grundrisses wird angenommen, dass nicht nur die Kirche auf antiken Mauern steht, sondern der gesamte Konventsbau auf den Resten einer Insula errichtet wurde. Die Zahl der Ordensschwestern nahm im Lauf der Jahrzehnte stark ab, so dass der Konvent noch mehrfach mit anderen Ordensgemeinschaften verschmolzen wurde. 1833 letztlich wies Papst Gregor XIII. Kirche und Kloster den Ordensfrauen vom Heiligsten Herzen Jesu zu, die letzten Ursulinen verblieben in einem eigenen Trakt des Klosters. Ab diesem Jahr wurde die Kirche stark verändert, von diesen Änderungen ist heute fast nichts mehr zu erkennen, da sie beinahe sämtlich bei einer Restaurierung in den 1970er-Jahren entfernt wurden. Papst Benedikt XV. übergab Kloster und Kirche 1917 der heute ansässigen Glaubensgemeinschaft. Letztmals umfassend renoviert wurde die gesamte Anlage von 1989 bis 1991.

## Äußeres
Die Fassade der Kirche ist unbedeutend, sie liegt an dem kleinen Innenhof hinter dem Portal der Außenmauer. Das Portal wird von einem schlichten Dreiecksgiebel überfangen, dieser sitzt auf Konsolen, die als Voluten auslaufen.
Bedeutsamer ist der Campanile aus dem 12. Jahrhundert. Er verdeckt die rechte Hälfte der Fassade und ist viergeschossig. Die für die Biforienfenster verwendeten Säulen, möglicherweise auch zumindest ein Teil der Konsolen zwischen den Geschossen bestehen aus in der Gegend gefundenen Spolien.

## Inneres
Die Kirche ist ein basilikaler Bau, sie verfügt dementsprechend über drei Schiffe, von denen das westliche erheblich schmaler ist als das östliche. Die Kirche hat kein Querhaus und ist flach gedeckt. Die jeweils vier Säulen pro Seite, die die Kirchenschiffe abgrenzen, sind ebenfalls antik, ebenso die Kapitelle, der Blattschmuck auf diesen sind schmiedeeiserne Arbeiten von 1973.
Der obere, rundliche Teil der Apsis ist mittelalterlich, der untere wurde im 19. Jahrhundert gerade gemauert.
Die Mensa des Hochaltares wird von einem antiken, aus dem 1. Jahrhundert stammenden Cippus gestützt, dieser wurde im Klostergarten aufgefunden.
Das Kruzifix dahinter ist wohl eine Arbeit aus dem 18. Jahrhundert.
An den beiden Seitenwänden befinden sich mittig gegenüberliegende Altäre, Arbeiten aus dem 16. Jahrhundert. Seitlich des Altars im westlichen Seitenschiff befindet sich das Epitaph für Françoise Montioux, sie gehörte zu den Gründerinnen der Ursulinenkongregation in Rom. Links des Altars des östlichen Seitenschiffes ist ein weiteres Epitaph für Bianca Maria Neri angebracht, sie starb 1697.
In der Mitte des Fußbodens befindet sich die Grabplatte für Lorenzo Maresca, er starb 1569.
Erwähnenswert ist noch der Brunnen des Klosterinnenhofes. Er ist zweischalig und eine Stiftung Caterina Diomari Berninis, wurde 1718 angefertigt und kostete die Stifterin 50 Scudi.
Seit 1880 befindet sich im Klostergebäude auch eine Armenküche.